# Kaló

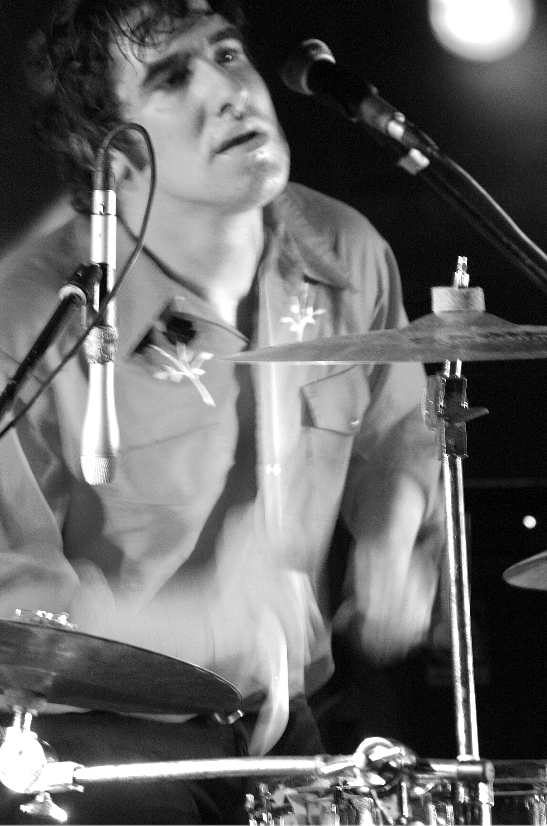
Kaló

Kaló é um músico português. Nascido Carlos Mendes, é natural de Coimbra. Atualmente é baterista e vocalista da banda The Twist Connection.
Começou a tocar bateria na sua primeira banda Garbage Catz, no ano de 1992. Fez ainda duas demos com esta banda. Foi baterista dos Tiguana Bibles e dos Bunnyranch.
Entrou para os Tédio Boys em 1992 e permaneceu com este grupo até ao final da sua actividade em 2000, gravando três álbuns e dois EPs.
Foi membro fundador dos Wraygunn, grupo que abandonou em 2000, gravou o E.P Amateur.
Foi membro fundador dos The Parkinsons.

## Discografia (Bunnyranch)
- 2002 - Too Flop To Boogie (EP)
- 2004 - Trying To Lose[3]
- 2006 - Luna Dance
- 2008 - Teach Us Lord... How To Wait
  - Julho - Teach Us Lord (EP)
  - Setembro - How To Wait (EP)
- 2010 - If You Miss The Last Train...
- 2016 - Stranded Downtown[2]